# ニュースプラス1しずおか
『ニュースプラス1しずおか』（ニュースプラスワンしずおか）は、1994年10月から2006年3月まで静岡第一テレビで放送されていたローカルニュース番組。番組表上では、同じく1994年10月にスタートした『静岡○ごとワイド!』の内包番組という扱いになっていた。

## 出演者

### 歴代キャスター
- 細野俊晴
- 橋本恵子
- 小川まどか
- 田代あい
- 栗原晨（ - 2006年3月）
- 徳増ないる（2003年10月 - 2006年3月）

### リポーター・ナレーター
- 川合千里

### 気象キャスター
- 城田敦子（2003年4月 - 2004年3月） - 『静岡○ごとワイド!』月曜 - 水曜との兼務で出演。

| 静岡第一テレビ 平日夕方の第一テレビニュース | 静岡第一テレビ 平日夕方の第一テレビニュース   | 静岡第一テレビ 平日夕方の第一テレビニュース |
| 前番組                                      | 番組名                                        | 次番組                                      |
| ------------------------------------------- | --------------------------------------------- | ------------------------------------------- |
| News Wave                                   | ニュースプラス1しずおか ↓ NEWS PLUS1 SHIZUOKA | NewsリアルタイムSHIZUOKA                    |

| スタブアイコン | サブスタブ | この項目は、まだ閲覧者の調べものの参照としては役立たない、テレビ番組に関連した書きかけの項目です。この項目を加筆・訂正などしてくださる協力者を求めています（P:テレビ/PJ:放送または配信の番組）。 |